# Alina Iordache
Alina Iordache, née le 22 mars 1982 à Bucarest, est une joueuse roumaine de handball.

## Palmarès

### En club
compétitions internationales
- vainqueur de la Ligue des champions en 2016 (avec CSM Bucarest)

compétitions nationales
- championne de Roumanie en 2015, 2016, 2017 et 2018 (avec CSM Bucarest)
- vainqueur de la coupe de Roumanie en 2016, 2017 et 2018 (avec CSM Bucarest)